# HD 26575
HD 26575，又名CD-35 1588，SAO 194810、HR 1299，是一颗恒星，视星等为6.44，位于銀經236.63，銀緯-47.05，其B1900.0坐标为赤經4h 7m 2.7s，赤緯-35° -47.05′ 57″。